# Piero Leonardi
Piero Leonardi (Valdobbiadene, 29 gennaio 1908 – Venezia, 26 gennaio 1998) è stato un geologo e paleontologo italiano.
L'argomento principale dei suoi studi furono le Dolomiti sulle quali scrisse un centinaio di saggi.

## Biografia
Piero Leonardi è nato a Valdobbiadene (TV) il 29 gennaio 1908 dal veneziano Giuseppe Leonardi, che fu per alcuni anni direttore della farmacia dell'ospedale, e da Caterina Zuanon. Gli fu imposto il nome del nonno paterno originario di Cavalese dove, verso la metà dell’Ottocento, la famiglia si era trasferita da Rovereto con il bisnonno Demetrio Leonardi (1796-1881) che vi aveva preso residenza come speziale e farmacista ed era un cultore di interessi naturalistici e mineralogici. Da Valdobbiadene nel 1911 la famiglia Leonardi si trasferì a Castelfranco dove il papà fu direttore della centrale Farmacia alla Gatta che era stata comprata dal nonno Piero. Nel 1919 poi la famiglia si spostò a Venezia, dove risiedeva il nonno Piero che vi si era trasferito da Cavalese, e dove Piero Leonardi completò gli studi medi e superiori. Piero Leonardi da allora è vissuto sempre a Venezia.
Nel 1931 Piero Leonardi si è laureato in scienze naturali all'Università di Padova, presso la quale ha compiuto un tirocinio di specializzazione. Nel 1935 conseguì la libera docenza in geologia e paleontologia e fu nominato professore incaricato di paleontologia presso l'istituto di geologia dell'università di Padova come assistente alla cattedra di geologia coperta dal prof. Giorgio Dal Piaz. L'8 maggio 1935 sposò Elisa Giada da cui ebbe quattro figli.
Nel 1949 Piero Leonardi, allora docente a Padova, fu chiamato come professore straordinario presso l'ateneo ferrarese come titolare della prima cattedra di geologia nel neonato Istituto di Geologia e Paleontologia dove curò le sezioni di Geologia, Paleontologia, Mineralogia e Preistoria. 
Nel 1952 è stato nominato professore ordinario ed ha diretto l'istituto di geologia e paleontologia dell'Università di Ferrara fino al 1976. Fu collocato fuori ruolo nel 1978 e nominato professore emerito nel 1983. 
L’attività di ricerca scientifica di Piero Leonardi cominciò molto presto, tanto che già prima della laurea pubblicava alcuni lavori di paleontologia delle Dolomiti. A Ferrara l’attività di ricerca di Pirero Leonardi continuò e si ampliò in particolare per quanto riguarda la geologia e la paleontologia delle Dolomiti, la preistoria dei Colli Berici (Vicenza), dei Monti Lessini (Verona) e dell'Appennino emiliano-romagnolo e marchigiano. 
Si è interessato in particolar modo di tettonica e di geomorfologia: la sua principale attività di ricerca si è indirizzata per oltre un trentennio alle Dolomiti.. Con la collaborazione di vari geologi curò la compilazione delle carte geologiche di diverse zone delle Dolomiti.

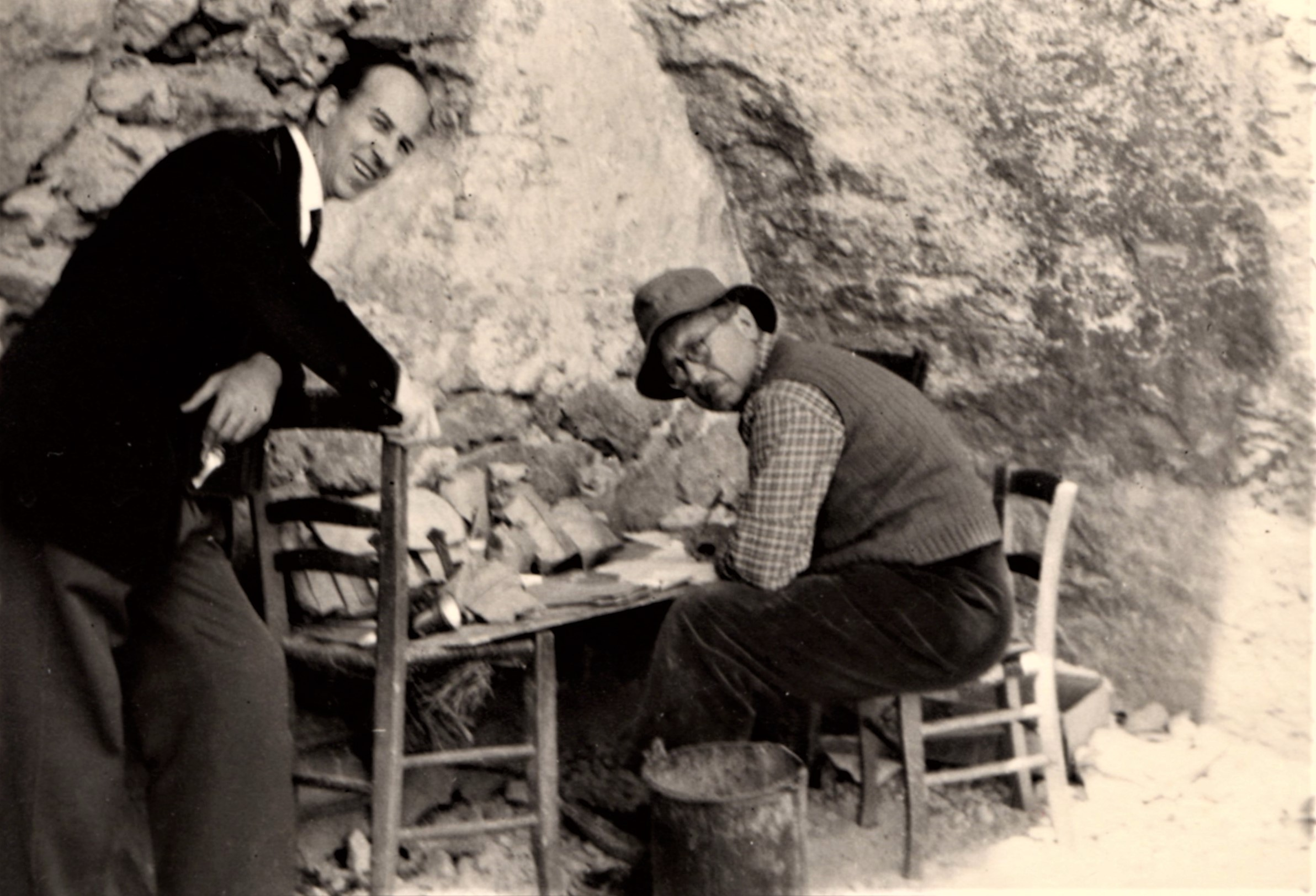
Piero Leonardi esamina i reperti degli scavi di San Bernardino nel 1959

Piero Leonardi dedicò parte della sua attività scientifica alla preistoria. Nel 1948 assieme all'amico co. dott. Alvise da Schio iniziò una serie di ricerche nei depositi di grotte dei Colli Berici, che portarono nel 1951 alla scoperta delle prime tracce di frequentazioni paleolitiche nella Grotta del Broion, e che negli anni successivi furono estese ad altri siti (grotte di San Bernardino, di Trene e di Paina) che hanno consentito di rappresentare un efficace quadro d'insieme del vissuto e del contesto economico-sociale degli uomini neandertaliani. Queste ricerche sono state costantemente seguite sul terreno e puntualmente documentate dal Leonardi e poi proseguite in laboratorio da un gruppo di ricercatori di varia competenza (sedimentologi e pedologi, paleontologi, paleoantropologi, paletnologi) che ne assicurarono lo studio interdisciplinare. Le ricerche hanno prodotto una serie di pubblicazioni dedicate ad ogni singolo intervento; molte relazioni furono ospitate negli Atti dell'Istituto veneto di scienze, lettere ed arti di Venezia e alcuni lavori di sintesi comparvero in riviste a diffusione internazionale.

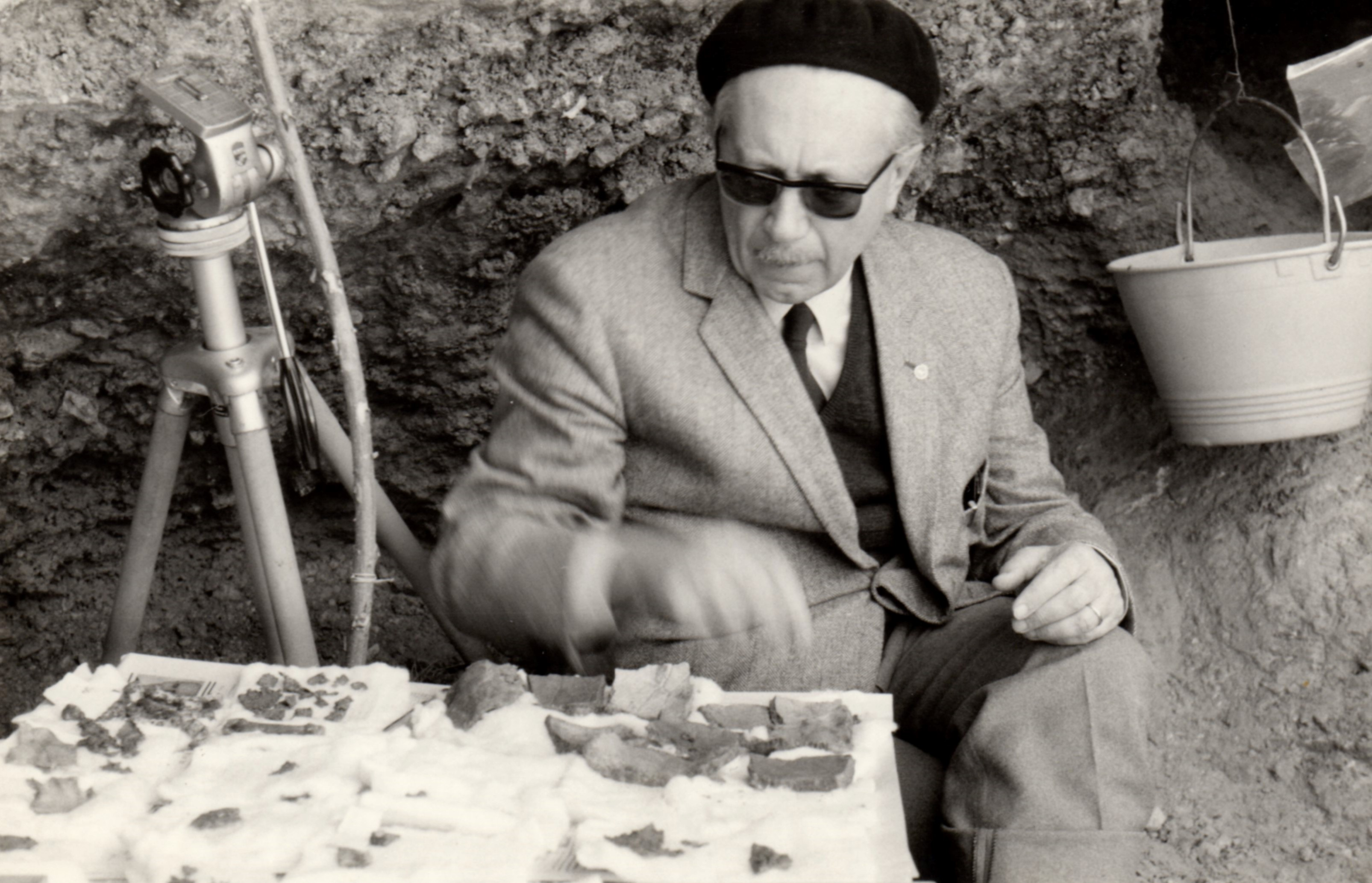
Piero Leonardi esamina i reperti dello scavo di Zambana del 1968

Studioso eclettico esplorò i campi della geologia, della paleontologia, della paleoantropologia, della paleozoologia, della paleobotanica, paleontologia dei vertebrati, paletnologia, della biostratigrafia, della icnologia, della preistoria e protostoria, della selenologia e morfologia dei pianeti del sistema solare.
Tra i vari settori della preistoria Piero Leonardi fu poi particolarmente attratto dall'arte paleolitica ed a lui si deve lo studio dei principali manufatti di arte mobiliare del Veneto, soprattutto di quelli ritrovati a Riparo Tagliente  nei Monti Lessini
dove fu direttore dei lavori per molti anni.
Tra le numerose pubblicazioni scientifiche, si ricorda un imponente Trattato di geologia, edito dalla UTET nel 1968  e ristampato dalla stessa, particolarmente arricchito, nel 1970.
Non mancò di interessarsi ai problemi dell'evoluzione umana. Nel periodo 1945-1950 esaminò la morfologia dei Pitecantropi e dei Sinantropi per passare ad esporre le concezioni evoluzionistiche ed i problemi dell'origine dell'Uomo cercando di conciliare le teorie evoluzionistiche di Charles Darwin  con quelle di Teilhard de Chardin.. Numerose le sue discussioni sull'evoluzione con padre Agostino Gemelli e con il card. Augustin Bea negli anni '60. I suoi saggi contribuirono all'accettazioe delle dottrine evoluzionistiche negli ambienti cattolici. Piero Leonardi espose la teoria della teleogenesi che si affianca a quella elaborata da Teilhard de Chardin nell'interpretare i fenomeni evoluzionistici nell'ambito di un disegno divino.
Si dedicò all'interpretazione della morfologia dei pianeti e dei satelliti del sistema solare attraverso lo studio delle foto satellitari delle prime esplorazioni spaziali fornitegli in originale dalla N.A.S.A.
Dal 1959 fu socio corrispondente e poi dal 1996 membro dell'Accademia dei Lincei; è stato presidente della Società geologica italiana (1954 -1955), presidente dell'Istituto italiano di preistoria e protostoria (1955 -1958), presidente dell’Accademia delle Scienze di Ferrara (1965-1968), vicepresidente dell'Istituto Italiano di Paleontologia Umana, presidente dell'International Association of Planetology, membro del Comitato per le Scienze Geologiche e Minerarie del C.N.R. (1968 -1969), socio effettivo dell'Istituto veneto di scienze, lettere ed arti di Venezia dal 1984, membro del Consiglio permanente dell’Union Internationale des Sciences Préhistoriques et Prothostoriques (UISPP), socio dell'Accademia Olimpica di Vicenza dal 1966, socio dell'Accademia Roveretana degli Agiati dal 1953, socio della Società di Studi Trentini di Scienze Storiche, socio corrispondente straniero della Real Academia de Ciencias Exactas, Fisicas y Naturales di Madrid dal 1984. 
Tra i numerosi riconoscimenti si segnalano il premio della Società Italiana per il Progresso delle Scienze (1932), Il Premio Omboni dell'Univeristà di Padova (1932), il premio Molon della Società geologica italiana (1937), il premio nazionale per la Geologia nel 1958 dall'Accademia Nazionale dei Lincei, la Medaglia d'oro dei Benemeriti della Scuola, della Cultura e dell’Arte nel 1964, Il Premio Associazione Mineraria Subalpina (1985). Nel 1989 ricevette il Premio Gambrinus "Giuseppe Mazzotti" per la Letteratura di Montagna.
Tra i 1948 e il 1986 diresse le campagne di scavo archeologico sul Doss Zelòr a Castello di Fiemme dove è stata messa alla luce parte di un esteso villaggio di epoca romana dal I al V sec. d.C.
Dagli anni settanta Piero Leonardi ha fatto una serie di ricognizioni, ricerche e studi interdisciplinari sul popolamento preistorico e protostorico dell’area montana alpina. Le indagini di Piero Leonardi hanno interessato contesti dell’età del Ferro e del Bronzo finale (Col de Flam in val Gardena; “ciaslir” di Santa Giuliana e doss dei Pigui in val di Fassa; Castelir di Bellamonte in Val di Fiemme), anomali luoghi di roghi votivi preromani (Bradopferplätze) in alta quota (Monte Rocca/Schwarzhorn e monte Castello sullo Schlern/Sciliar), i primissimi ritrovamenti del mesolitico e del neolitico in area atesina coerentemente esaminati e culturalmente attribuiti (Martignano e Vatte di Zambana). Non sono mancati quadri d’insieme dedicati alla preistoria e alla protostoria della val di Fiemme e della val di Fassa (1969) o a temi più particolari, come quello deicastellieri o l’inquadramento della cosiddetta Cultura di “Luco/Laugen” (1964) con i suoi indicatori, primo fra tutti un caratteristico tipo di ceramica: una precoce entità culturale regionale tra Trentino, Bassa Engadina e Tirolo orientale tra età del Bronzo Recente e Finale.
A lui è intitolato il Museo di paleontologia e preistoria di Ferrara, che ha fondato nel 1964, ampliando il precedente Museo universitario di Stratigrafia, Paleontologia, Paleontologia dei vertebrati e Paleontologia umana. 
Fu impegnato in modo attivo politicamente nel Comune di Venezia: consigliere comunale (1946-1956), assessore alle Belle Arti (1952-1955), assessore all'Edilizia privata e ai Giardini (1955-1956). Non va dimenticata la sua presenza nel settore geologico del Comitatone per la salvezza di Venezia.
Diede vita all'Opera benefica Beato Pietro Acotanto (di cui fu presidente dal 1946 al 1964) per l'assistenza agli sfollati della Giudecca e nella zona delle Terese a Venezia. Piero Leonardi si attivò per la promozione umana, soprattutto dei giovani, aprendo ricreatori, scuole, e refettori in cui i bambini dei quartieri assistiti venivano accolti e intrattenuti con giochi, canti, letture e distribuzione di viveri; istituì corsi professionali e laboratori di falegnameria per insegnare un mestiere ai ragazzi abbandonati.

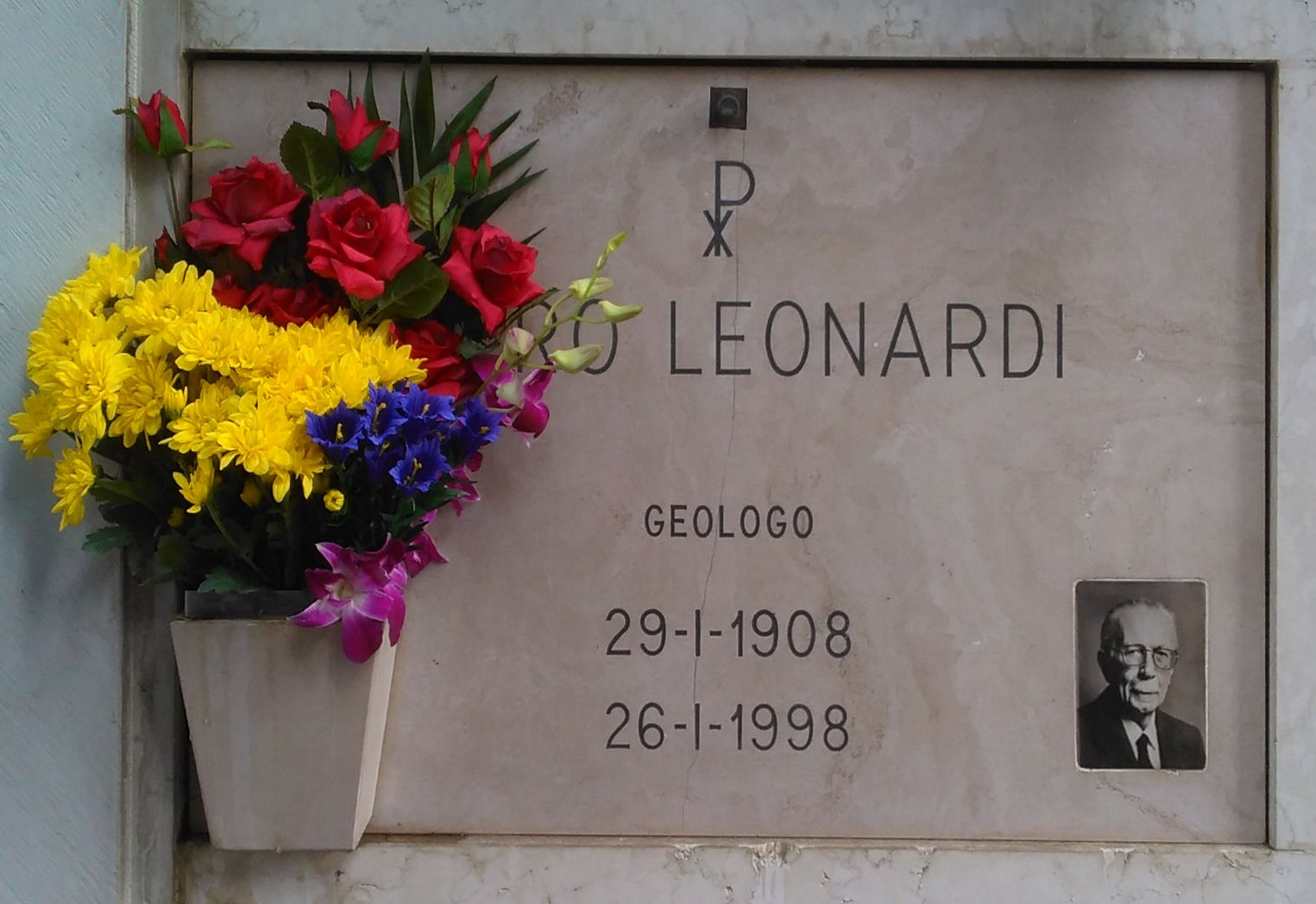
Tomba di Piero Leonardi nel cimitero di San Michele a Venezia

È morto a Venezia il 26 gennaio 1998. Il funerale si è svolto il 29 gennaio 1998 nella basilica di Santa Maria Gloriosa dei Frari. Riposa nel cimitero di San Michele (recinto XXI, vt200, fila 21a), accanto alla moglie Elisa Giada (Venezia, 5 luglio 1907 - Venezia, 31 marzo 1972). 
Suo figlio, Giuseppe Leonardi (Venezia, 21 giugno 1939), è un icnologo, geologo e paleontologo di fama internazionale e sacerdote, membro della Congregazione delle scuole di carità di Venezia. 
Un altro figlio, Giovanni Leonardi (Venezia, 13 dicembre 1942)     è professor senior di Paletnologia presso l'Università di Padova dove ha tenuto corsi riguardanti i processi formativi della stratificazione archeologica e le deduzioni per una ricostruzione storica relativa alle età dei metalli.

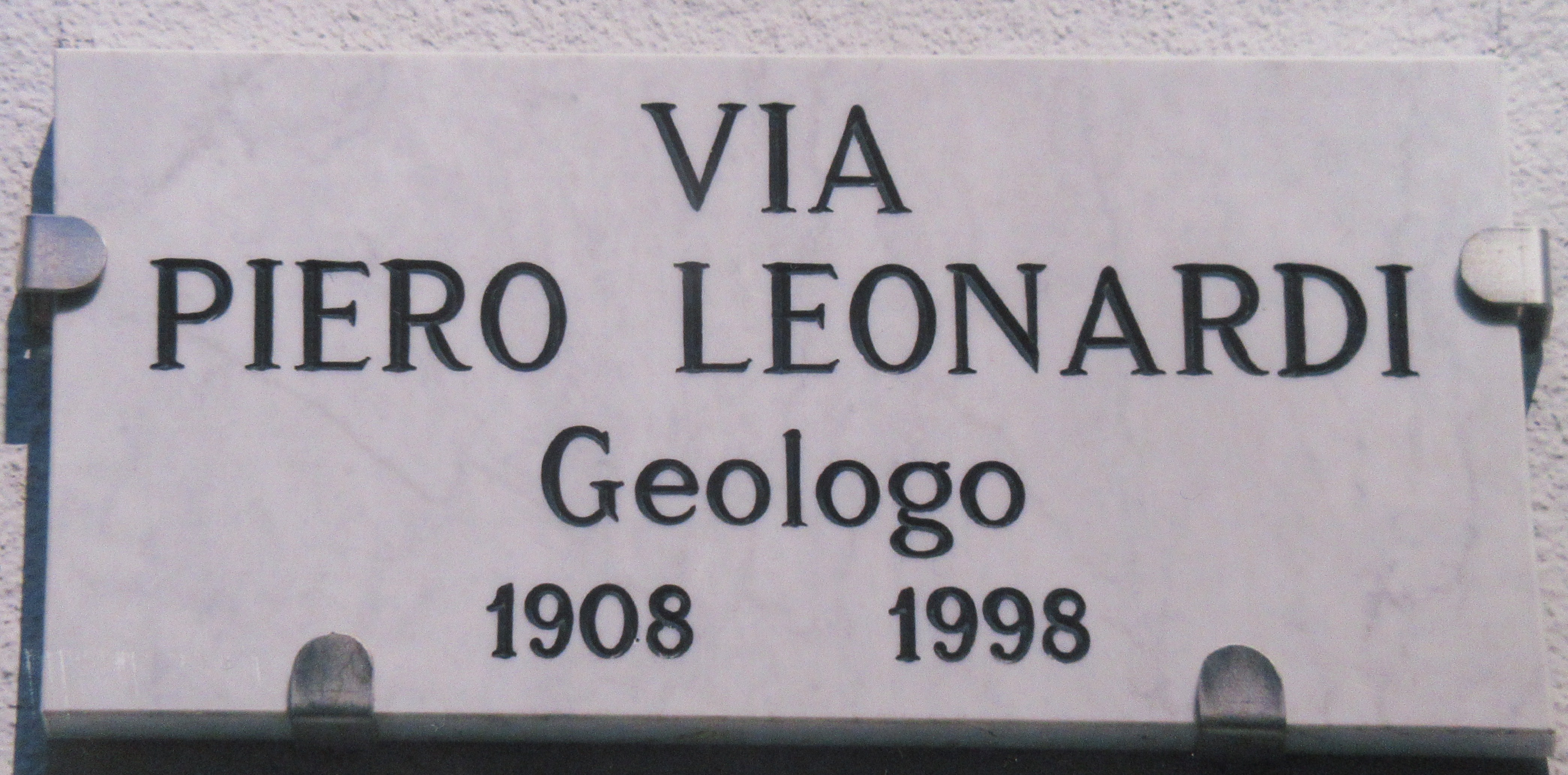
Targa in ricordo del geologo Piero Leonardi a Predazzo

A Cavalese, dove trascorreva i mesi estivi nella casa degli avi, la Magnifica Comunità di Fiemme nel 1982 lo ha nominato vicino onorario.
Nell'anno 2000 il Comune di Predazzo gli ha dedicato una via; nel 1972 lo aveva nominato cittadino onorario.